# Swynnerton
Swynnerton es una parroquia civil y un pueblo del distrito de Stafford, en el condado de Staffordshire (Inglaterra).

## Geografía
Según la Oficina Nacional de Estadística británica, Swynnerton tiene una superficie de 36,44 km².

## Demografía
Según el censo de 2001, Swynnerton tenía 4233 habitantes (49,16% varones, 50,84% mujeres) y una densidad de población de 116,16 hab/km². El 18,62% eran menores de 16 años, el 74,63% tenían entre 16 y 74, y el 6,76% eran mayores de 74. La media de edad era de 41,54 años. Del total de habitantes con 16 o más años, el 20,06% estaban solteros, el 67,55% casados, y el 12,39% divorciados o viudos.
Según su grupo étnico, el 98,89% de los habitantes eran blancos, el 0,54% mestizos, el 0,33% asiáticos, el 0,14% negros, y el 0,09% de cualquier otro salvo chinos. La mayor parte (97,05%) eran originarios del Reino Unido. El resto de países europeos englobaban al 1,06% de la población, mientras que el 1,89% había nacido en cualquier otro lugar. El cristianismo era profesado por el 82,83%, el budismo por el 0,17%, el hinduismo por el 0,12%, el judaísmo por el 0,21%, el islam por el 0,19%, el sijismo por el 0,12%, y cualquier otra religión por el 0,17%. El 10,16% no eran religiosos y el 6,05% no marcaron ninguna opción en el censo.
Había 1733 hogares con residentes, 47 vacíos, y 4 eran alojamientos vacacionales o segundas residencias.